# مدیریت خطر پروژه
مدیریت خطر پروژه (انگلیسی: Project risk management) یا مدیریت ریسک پروژه یکی از مهمترین بخش‌های مدیریت پروژه است. بنا بر تعریف مؤسسه مدیریت پروژه یکی از ده دانشی است که هر مدیر پروژه‌ای باید به آن آگاه باشد. خطر یا ریسک بر اساس تعریف مؤسسه مدیریت پروژه رویداد یا وضعیت نامشخصی است که در صورت وقوع بر اهداف پروژه اثر منفی یا مثبت خواهد داشت.
مدیریت خطر پروژه در مقایسه با مدیریت خطر در حوزه‌های عملیاتی، مالی و بورس اوراق بهادار کمتر توسعه یافته است.

## تعریف
مطابق تعریف مؤسسه مدیریت پروژه مندرج در راهنمای پم‌باک مدیریت خطر پروژه شامل فرایندهای مرتبط با برنامه‌ریزی، شناسایی، تحلیل و پاسخ، و پایش و کنترل مدیریت خطر در یک پروژه می‌باشد.